# 全光虎
全 光虎（チョン・グァンホ、朝鮮語: 전광호）は、朝鮮民主主義人民共和国の政治家。朝鮮労働党中央委員会政治局委員候補、内閣副総理。咸鏡南道人民委員会委員長などを歴任。

## 概要
生年月日や出生地など詳しいことはわかっていない。2011年には、咸鏡南道人民委員会委員長に就任している。2014年には、最高人民会議第13期代議員に選出された。2016年9月には内閣事務局長に就任している。2017年1月17日には、最高人民会議常任委員会に内閣副総理に任命された。同年10月7日に開かれた朝鮮労働党中央委員会第7期第2回総会で党中央委員会委員に補選された。2020年8月13日に開催された党中央委員会第7期第16回政治局会議で、党中央委員会政治局委員候補に補選された。

## 参考サイト
- 북한정보포털

| 先代柳玄植 | 咸鏡南道人民委員会委員長2011年 - 2016年 | 次代金鳳英 |